# Moa Tahi
Moa Tahi, née Margaret Moani Keala Brumaghim à Hilo le 8 décembre 1932, morte à Honolulu le 8 mars 2023, est une actrice et mannequin américaine.

## Biographie
Margaret Moani Keala Brumaghim, participe en 1959 au concours Miss Monde à Londres comme représentante d'Hawaii. Elle est ensuite engagée comme actrice dans quelques films des années 1960.

## Filmographie
- 1962 : Deux Samouraïs et cent geishas (2 samurai per 100 geishe), de Giorgio Simonelli : Ku-Fhu
- 1962 : Totò la nuit (Totò di notte n.1), de Mario Amendola : elle-même
- 1963 : Les filous font la loi (Gli imbroglioni), de Lucio Fulci
- 1963 : Jacob, l'homme qui combattit Dieu (Giacobbe - L'uomo che lottò con Dio), de Marcello Baldi
- 1963 : I patriarchi, de Marcello Baldi : Agar
- 1964 : Cleopazza, de Carlo Moscovini
- 1964 : les Filles du diable[2] (Donne e diavoli ou La guerra dei topless), d'Enzo Di Gianni
- 1965 : L'Amant paresseux (Il morbidone), de Massimo Franciosa : fille orientale
- 1965 : Vierges pour le bourreau (Il boia scarlatto), de Massimo Pupillo : Kinojo
- 1965 : X 1-7 Top Secret (Agente X 1-7 operazione Oceano), de Tanio Boccia
- 1965 : La Guerre des planètes (I diafanoidi vengono da Marte), d'Antonio Margheriti : invitée terrienne
- 1965 : Les Criminels de la galaxie (I criminali della galassia), d'Antonio Margheriti : chef A.G.
- 1966 : L'Espion qui venait du surgelé (Le spie vengono dal semifreddo), de Mario Bava : assistante du doct. Goldfoot
- 1966 : Le Retour des loups (Borman), de Bruno Paolinelli : colonel Iman
- 1966 : Mission Apocalypse (Missione apocalisse), de Guido Malatesta : Lulu Noir 121
- 1966 : Le monde tremble (it) (Black Box Affair - Il mondo trema), de Marcello Ciorciolini : Ambra
- 1967 : Le 7 cinesi d'oro , de Vincenzo Cascino : agente polynésienne